# Metaphor: ReFantazio
Metaphor: ReFantazio — японская ролевая видеоигра, разработанная студией Studio Zero при поддержке издательства Atlus. Metaphor: ReFantazio стала дебютным проектом Studio Zero, созданной в 2016 году куратором серии Persona Кацурой Хосино. В создании дизайна персонажей и саундтрека JRPG были также задействованы ветераны серии — Сигэнори Соэдзима и Сёдзи Мэгуро соответственно. Релиз игры состоялся 11 октября 2024 года на консолях PlayStation 4, PlayStation 5, Xbox Series X/S, а также Windows. Она получила высокие оценки от профильной прессы.
Игра исследует темы утопии и реальности и разворачивается в средневековом фэнтезийном мире, который является «отражением» современного реального мира. Согласно сюжету главный герой отправляется в путешествие, чтобы найти пропавшего принца и снять с него проклятие, попутно преодолевая препятствия и налаживая связи со спутниками, которых будет встречать на своем пути. Многие игровые механики Metaphor: ReFantazio заимствованы из предыдущих проектов Atlus: пошаговые бои, предполагающие использование слабостей противника, исследование внешнего мира с календарной системой и элементами социального моделирования, а также механика, позволяющая игрокам развивать более тесные отношения со своими однопартийцами вне поля боя.

## Игровой процесс
Система «персон» была заменена «архетипами», а демоны — хьюманами (англ. humans), чей дизайн вдохновлён работами Босха). Архетипы разнообразны и соответствуют типичным фэнтезийным классам — маг, рыцарь-маг, мастер меча и т. д. Каждый из них отличается уникальным набором умений. Сражения схожи с Persona 5, однако совершив серию ударов по противнику можно сбить его шкалу состояния и получить особую атаку, которая мгновенно убивает более слабых врагов. В случае с более сильными противниками игрок сразу же переходит в режим пошагового боя. Синергетические атаки позволят членам партии совместно наносить мощные удары. Как и Persona 5, Metaphor: ReFantazio является весьма продолжительной игрой с большим количеством побочных активностей, некоторые из них доступны только после завершения основного сюжета и окончания титров. Так, Кацура Хасино заявил: «„Persona 5“ была очень объёмной игрой, очень масштабной. И мы верим, что „ReFantazio“ сможет бросить ей вызов по объёму и продолжительности. Мы думали, что игра будет немного короче, но добавили так много контента, и в ней так много занятий, что она определённо будет такой же длинной».

## Разработка
В сентябре 2016 года, после релиза Persona 5, директор игры Кацура Хосино, который ранее работал над франшизой Megami Tensei в качестве руководителя Shin Megami Tensei III: Nocturne (2003), Digital Devil Saga (2004), Persona 3 (2006) и Persona 4 (2008), а также был креативным продюсером 2nd Creative Production Department, позже известного как P-Studio, объявил о своём намерении сложить полномочия куратора серии Persona, из-за разногласий с новым направлением франшизы, и заняться другими проектами. 19 декабря 2016 года появилась информация, что Хосино создает новую студию (в рамках издательства Atlus) под названием Studio Zero. Спустя два дня был анонсирован её первый проект Project Re:Fantasy, впоследствии его переименовали в Metaphor: ReFantazio.
В команду разработчиков входят ветераны серии: дизайнер Сигэнори Соэдзима и композитор Сёдзи Мэгуро. Среди других ключевых сотрудников — продюсер Дзюнъити Есидзава, сценарист Юитиро Танака, а также геймдизайнеры Азуса Кидо и Кеничи Гото. Одновременно с анонсом игры японское издание Weekly Famitsu опубликовало эксклюзивное интервью с Хосино, и директором компании Atlus Наотой Хираокой. Последний подчеркнул важность Project Re:Fantasy как нового IP для издательства, подтвердив, что цель создания Studio Zero заключалась в том, чтобы «стремиться к большему» — к оригинальным проектам, которые могли бы встать в один ряд с Megami Tensei или Persona. Прежде формирование такой студии было затруднено из-за нехватки людских ресурсов, так как многие ключевые разработчики в то время были заняты в других проектах, что, отчасти, послужило причиной для назначения Хосино в качестве креативного продюсера и куратора проекта.
По словам Хосино, он решил создать ролевую игру основанную на эстетике фэнтези в противовес закоренелой репутации Atlus как издательства создающего ролевые игры в современном антураже, а также из-за желания встряхнуть застоявшийся жанр после того как он стал мейнстримом. В свою очередь Хираока назвал Соэдзиму и Мэгуро «незаменимыми» членами франшизы Persona, которые отлично справлялись со своими обязанностями в P-Studio, однако были привлечены к работе в Studio Zero из-за желания издателя развивать новые IP, и использовать их таланты по-новому. 23 декабря Atlus запустили веб-сайт Studio Zero, где можно было прочитать обращение Хосино к игрокам и узнать больше о команде разработчиков. В то же время в проект был привлечён дополнительный персонал.

## Выпуск
Официальный анонс игры (под текущим названием) состоялся в июне 2023 года во время презентации Microsoft Xbox Games Showcase; был подтверждён релиз на Windows и Xbox Series X/S. В том же месяце на YouTube была показана «Специальная праздничная прямая трансляция» (англ. Special Celebration Livestream) с участием Persona Stalker Club, где сообщалось, что игра также выйдет на консолях PlayStation 4/5. Демонстрация трейлера раскрывающего дополнительные детали геймплея, персонажей и сюжета, состоялась во время мероприятия The Game Awards 2023 в декабре 2023 года.
Осенью 2024 года стало известно о планах выпустить одноимённую мангу за авторством художника Ёити Амано. Первая глава книжной адаптации выйдет в мартовском номере журнала V Jump.
Кацура Хасино признался, что хотел бы превратить игру в полноценную серию (наряду с Megami Tensei и Persona), однако пока полноценно не задумывался об её сиквеле. Местом действия продолжения может стать сеттинг периода Сэнгоку.
По итогу 2024-25 финансового года представители Sega отметили, что Metaphor: ReFantazio выступила «лучше ожиданий» издательства. Она показала отличный старт и «до сих пор отлично продаётся» благодаря позитивному «сарафану».

## Отзывы критиков
| Сводный рейтинг       | Сводный рейтинг                        |
| Агрегатор             | Оценка                                 |
| --------------------- | -------------------------------------- |
| Metacritic            | (PC) 91/100 (PS5) 94/100 (XSXS) 92/100 |
| OpenCritic            | 98 %                                   |
| «Критиканство»        | 89/100                                 |
| Иноязычные издания    |                                        |
| Издание               | Оценка                                 |
| Digital Trends        | 4/5                                    |
| Edge                  | 9/10                                   |
| Eurogamer             | 5/5                                    |
| Famitsu               | 37/40                                  |
| GameRevolution        | 10/10                                  |
| GameSpot              | 10/10                                  |
| GamesRadar+           | 4,5/5                                  |
| GameStar              | 82/100                                 |
| Hardcore Gamer        | 4,5/5                                  |
| IGN                   | 9/10                                   |
| Jeuxvideo.com         | 18/20                                  |
| PCGamesN              | 9/10                                   |
| PC Gamer (US)         | 95/100                                 |
| Push Square           | 9/10                                   |
| RPGamer               | 5/5                                    |
| RPGFan                | 98/100                                 |
| Shacknews             | 10/10                                  |
| VG247                 | 5/5                                    |
| Video Games Chronicle | 5/5                                    |
| Русскоязычные издания |                                        |
| Издание               | Оценка                                 |
| 3DNews                | 9,5/10                                 |
| GameMAG.ru            | 9/10                                   |
| StopGame.ru           | Изумительно                            |

Metaphor: ReFantazio получила высокие оценки от игровых обозревателей, по данным портала OpenCritic её рекомендуют 98 % критиков, в то время как согласно консенсусу сайта Metacritic проект получил «всеобщее признание». Критики окрестили игру «магнум опусом» студии, в котором разработчики довели до совершенства формулы из серий Persona и Shin Megami Tensei. Причём это касается как самого сюжета с «яркими персонажами», так и «великолепного тактического» геймплея. Отдельных похвал удостоился местный игровой мир, который вызвал у многих рецензентов восторг. Игру называют одним из лучших JRPG на рынке, которое к тому же «отлично раскрывает сеттинг политического фэнтези». В рецензии PC Gamer отмечалось, что «разработчики взяли лучшие элементы „Persona 5“ и смогли сделать их ещё лучше». По мнению портала Noisy Pixel Metaphor: ReFantazio «практически во всех отношениях отвечает задачам мастерских фэнтези-эпиков». В свою очередь обозреватель VGC заявил, что проект «легко мог стать [новой] „Persona“, где всем поменяли имена, но игра предлагает много больше. В ней сочетаются увлекательный дух, масштабные сражения и отличный набор героев, которые делают это почти 100-часовое путешествие незабываемым». Тем не менее не всем понравилась высокая продолжительность игры, а также заметная схожесть с серией Persona, также критиковали технические проблемы (особенно в PC-версии на релизе). Так, обозреватель Gamer Pro Germany заявил, что «это отличная ролевая игра с фантастическим сюжетом и большим масштабом, но ей нужны улучшения по технической части», а обозреватель Multipalyer.it посетовал: «„Metaphor: ReFantazio“ — великолепная японская RPG, которая страдает проблемой идентичности: это „Persona“, действие которой разворачивается в метареферентном фэнтези-контексте с очень чёткими отсылками к знакомой динамике серии Atlus, как и её прародителя — „Shin Megami Tensei“». В рецензии IXBT отмечалось, что это типичный проект Atlus, «никакой революции или переосмысления не произошло». «Впрочем, даже так, он определённо удался. Оглядываясь назад — его смело можно назвать лучшей игрой Atlus». Обозреватель KG-Portal назвал игру «отличным шагом в сторону от типичных игр Atlus, доказывающим, что механики SMT и Persona вполне могут найти своё развитие вдали от привычных сеттингов». В свою очередь, у рецензента «Мира фантастики» осталось смешанные впечатления: он похвалил сюжет, «глубокую и гибкую прокачку, увлекательные бои и уникальную стилистику», однако посетовал на техническое исполнение проекта — «игра очевидно заперта в техническом плену поколения PS3» —, а так же сильному заимствованию ключевых элементов геймплея у прежних хитов студии, прежде всего Persona 5.
Сразу после релиза Metaphor: ReFantazio побила несколько рекордов. Она стала лидером по скорости продаж для игр компании Atlus — разойдясь в количестве 1 миллиона экземпляров всего за один день. Предыдущий рекорд принадлежал Persona 3 Reload (ремейк Persona 3), которой для этого результата понадобилась неделя. Помимо этого, PC-версия Metaphor: ReFantazio стала самой популярной игрой Atlus в Steam (с пиковым онлайном почти 86 тысяч игроков одновременно), а также возглавила топ среди одиночных JRPG по пиковому онлайну среди игроков этой платформы.

### Награды
Metaphor: ReFantazio заняла 11-е место среди «20 самых высокооценённых оригинальных игр XXI века» по версии сайта Metacritic, благодаря «грандиозной истории и великолепной актёрской игре».
Она была признана «Игрой года» по версии GameSpot, IGN («стильная пошаговая RPG, которая не только визуально поражает — благодаря великолепным персонажам и музыке, — но и в игровой форме раскрывает глубокие философские темы») и Канобу («красивая игра — правда, благодаря общему дизайну, а не технологиям. В ней очень крутая музыка […], а ещё яркие и харизматичные герои, добротная история и любопытный сеттинг»), а также «Лучшей RPG» на церемониях The Game Awards 2024 (помимо этого, получив приз за «Лучший нарратив» и «Лучшую работу арт-директора») и DICE Awards. Metaphor: ReFantazio получила шесть номинаций на премию Famitsu Dengeki Game Awards (организованную одноимённым журналом), победив в двух из них: «Лучший саундтрек» и «Лучшая новая франшиза».
| Год  | Церемония                          | Категория                | Результат         | Ссылка        |
| ---- | ---------------------------------- | ------------------------ | ----------------- | ------------- |
| 2024 | Golden Joystick Awards             | Игра года                | Номинация         | [ 72 ] [ 73 ] |
| 2024 | Golden Joystick Awards             | Лучший визуальный дизайн | Номинация         | [ 72 ] [ 73 ] |
| 2024 | The Game Awards 2024               | Игра года                | Номинация         | [ 74 ]        |
| 2024 | The Game Awards 2024               | Лучшая режиссура         | Номинация         | [ 74 ]        |
| 2024 | The Game Awards 2024               | Лучшее повествование     | Победа            | [ 74 ]        |
| 2024 | The Game Awards 2024               | Лучший арт-директор      | Победа            | [ 74 ]        |
| 2024 | The Game Awards 2024               | Лучшая музыка            | Номинация         | [ 74 ]        |
| 2024 | The Game Awards 2024               | Лучшая ролевая игра      | Победа            | [ 74 ]        |
| 2024 | The Steam Awards                   | Лучший визуальный стиль  | Номинация         | [ 75 ]        |
| 2025 | New York Game Awards               | Лучшая игра              | Номинация         | [ 76 ]        |
| 2025 | New York Game Awards               | Лучшее повествование     | Победа            | [ 76 ]        |
| 2025 | 28th Annual D.I.C.E. Awards        | Лучшая ролевая игра      | Победа            | [ 77 ] [ 78 ] |
| 2025 | 28th Annual D.I.C.E. Awards        | Лучшее повествование     | Номинация         | [ 77 ] [ 78 ] |
| 2025 | 25th Game Developers Choice Awards | Игра года                | Номинация         | [ 79 ]        |
| 2025 | 25th Game Developers Choice Awards | Лучший звук              | Honorable mention | [ 79 ]        |
| 2025 | 25th Game Developers Choice Awards | Лучшее повествование     | Победа            | [ 79 ]        |
| 2025 | 25th Game Developers Choice Awards | Лучший визуальный дизайн | Номинация         | [ 79 ]        |
| 2025 | 21st British Academy Games Awards  | Игра года                | Лонглист          | [ 80 ] [ 81 ] |
| 2025 | 21st British Academy Games Awards  | Лучшие актёры            | Лонглист          | [ 80 ] [ 81 ] |
| 2025 | 21st British Academy Games Awards  | Лучший звук              | Лонглист          | [ 80 ] [ 81 ] |
| 2025 | 21st British Academy Games Awards  | Лучший дизайн            | Лонглист          | [ 80 ] [ 81 ] |
| 2025 | 21st British Academy Games Awards  | Лучшая музыка            | Лонглист          | [ 80 ] [ 81 ] |
| 2025 | 21st British Academy Games Awards  | Лучшее повествование     | Ожидается         | [ 80 ] [ 81 ] |
| 2025 | 21st British Academy Games Awards  | Лучшая новая франшиза    | Ожидается         | [ 80 ] [ 81 ] |